# Deniz Yücel
Deniz Yücel (turc : [deˈniz jyˈdʒæl]), né le 10 septembre 1973 à Flörsheim am Main (Allemagne), est un journaliste turc et allemand travaillant avec les journaux Die Tageszeitung et Die Welt. Accusé d'« appartenance à une organisation terroriste, utilisation de données et propagande terroriste » par la justice turque et d'« espion » par le président turc Recep Tayyip Erdoğan, Deniz Yücel qui couvre la répression généralisée après le coup d'État raté en Turquie du mois de juillet 2016, est emprisonné pendant un an, entre le 14 février 2017 et le 16 février 2018.

## Biographie

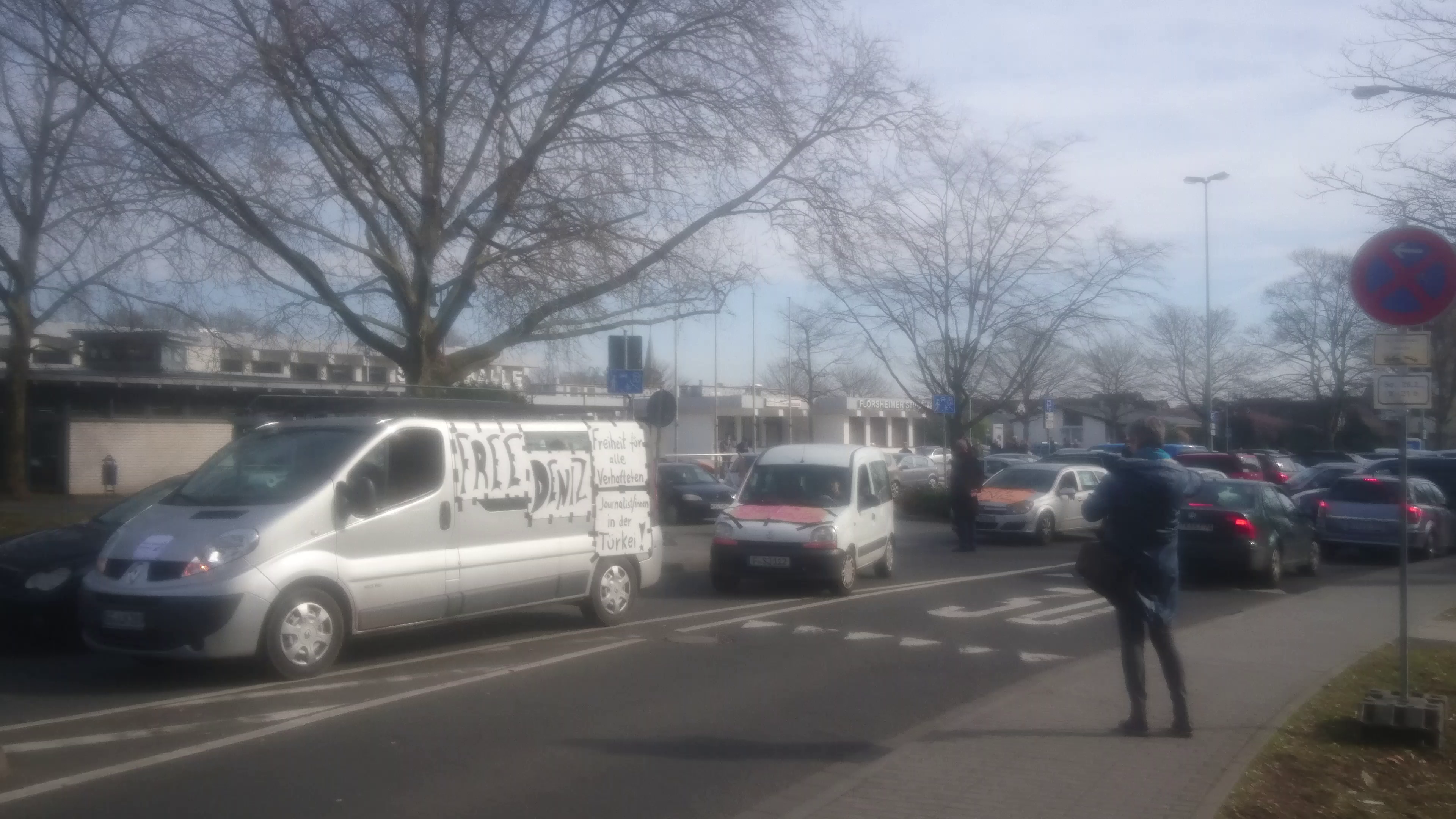
Défilé de voitures à l'appui de Yücel à Flörsheim le 25 février 2017.

Deniz Yücel est né en Allemagne de parents turcs et possède la double nationalité allemande et turque. Il couvre en tant que journaliste la répression généralisée après le coup d'État raté en Turquie du mois de juillet 2016. Il réalise alors des entretiens avec Cemil Bayik (un des leaders du Parti des travailleurs du Kurdistan) qui accuse le président turc Recep Tayyip Erdoğan de collusion avec l'État islamique. Par ailleurs, Deniz Yücel publie un article contenant un courriel du gendre de Recep Tayyip Erdoğan, Berat Albayrak, qui se trouve également être le ministre de l’Énergie, mettant à jour l'existence de liens entre ce dernier et l'État islamique.
Deniz Yücel a été accusé à plusieurs reprises par le gouvernement turc de s'impliquer dans l'espionnage pour le compte du Service fédéral de renseignement et soutenant les organisations liées au Mouvement Gülen et au Parti des travailleurs du Kurdistan, ces deux dernières étant considérées comme des organisations terroristes en Turquie. Il est accusé alors d'« appartenance à une organisation terroriste, utilisation de données et propagande terroriste ». À l'occasion de discours publics, le président turc Recep Tayyip Erdoğan, déclare à son sujet que « Deniz Yücel est un espion et non un journaliste ».
Après arrestation, Deniz Yücel est emprisonné pour propagande terroriste le 14 février 2017. Cette affaire est largement critiquée par les médias allemands ainsi que par les politiques et le public allemand,,,,,. Le 16 avril 2017, durant son incarcération, il se marie avec la productrice de télévision Dilek Mayaturk, dans la prison de Silivri près d'Istanbul.

### Relation entre la Turquie et l'Allemagne
Cette arrestation suivie de cet emprisonnement crispe les relations entre les deux pays que sont la Turquie et l'Allemagne depuis le coup d'État raté en Turquie du mois de juillet 2016 où l'Allemagne a vivement critiqué les purges effectuées par le pouvoir turc et la détention de citoyens allemands pour « raisons politiques ». L'Allemagne, par l'intermédiaire de son ministre des Affaires étrangères, Sigmar Gabriel, critique cette détention provisoire en la qualifiant de « constitutionnellement et politiquement inacceptable » en avril 2017 et suppose que « Yücel sert de jouet au pouvoir turc dans une sale campagne électorale ». Deniz Yücel, de son côté, appelle les lecteurs à soutenir les médias indépendants turcs en s'abonnant à la version numérique de Cumhuriyet, Birgün ou Evrensel.
La Turquie procède à des purges massives frappant notamment le milieu journalistique et la liberté de la presse depuis le coup d’État raté. Ainsi dix-sept journalistes, dirigeants et employés du journal Cumhuriyet sont accusés d'aide à des organisations terroristes armées.
En février 2018, il est mis en liberté conditionnelle et quitte Istanbul pour Berlin, cette décision permettant d'apaiser les relations germano-turques.